# Fünfnervige Zwergsonnenblume
Die Fünfnervige Zwergsonnenblume (Helianthella quinquenervis) ist eine Pflanzenart aus der Gattung Zwergsonnenblumen (Helianthella) in der Familie der Korbblütler (Asteraceae).

## Merkmale
Die Fünfnervige Zwergsonnenblume ist eine ausdauernde Pflanze mit einer Pleiokorm-Pfahlwurzel, die Wuchshöhen von 50 bis 150 Zentimeter erreicht. Der obere Teil des Stängels ist zerstreut rauhaarig. Die Blätter sind gegenständig, elliptisch-lanzettlich, spitz und bis zu 50 Zentimeter lang, mit 5 hervortretenden Nerven; die unteren sind lang gestielt, die oberen sitzend. Die Köpfe sind einzeln endständig, lang gestielt, zur Blütezeit nickend und haben einen Durchmesser von ungefähr 10 Zentimeter. Die Hülle ist 4 bis 5 Zentimeter breit. Die Hüllblätter sind 1,5 bis 2 Zentimeter lang, eilanzettlich, spitz und am Rand gewimpert. Die Scheibe hat einen Durchmesser von 2 bis 4 Zentimeter. Die ungefähr 20 Strahlenblüten sind 2,5 bis 4 Zentimeter lang. Die Spreublätter sind dünnhäutig.
Die Blütezeit ist von Mai bis Juni.
Die Chromosomenzahl beträgt 2n = 30.

## Vorkommen
Die Fünfnervige Zwergsonnenblume kommt im küstenfernen Westen der USA, in den Rocky Mountains und in New Mexico auf feuchten Bergwiesen, in Kiefern- und in Eichenwälder in Höhenlagen von 1400 bis 4000 Meter vor. Ihr Verbreitungsgebiet umfasst South Dakota, Colorado, Wyoming, Montana, Idaho, Oregon, New Mexico, Nevada, Arizona und das nördliche Mexiko.

## Nutzung
Die Fünfnervige Zwergsonnenblume wird selten als Zierpflanze in Rabatten und als Schnittblume genutzt.